# Františkovy Lázně
Františkovy Lázně (njem. Franzensbad) je lječilišni grad u okresu Cheb i češkoj pokrajini Karlovarski kraj na krajnjem zapadu Češke. Zajedno s obližnjim gradovima Karlovy Vary i Mariánské Lázně, Františkovy Lázně tvore „Zapadnočeški lječiliši trokut”. 
Na gradskom području površine od 25,76 km² je 2022. godine živjelo 5.187 stanovnika stanovnika.
Gradsko središte je jako dobro sačuano i od 1992. god. je proglašeno za češki „rezervat urbanih spomenika”, a  2021. god. UNESCO je prepoznao važnost ovih toplica i stavio je grad na popis mjesta svjetske baštine u Europi, zajedno s još 10 europskih lječilišnih gradova pod nazivom: Veliki lječilišni gradovi Europe.

## Zemljopisne odlike
Františkovy Lázně nalazi se 5 km sjeverno od grada Cheba, istočno od šumskog područja Luženský les („Komorna šuma”) na Slatinskom potoku u Chebskom bazenu. Kroz grad i cijelu općinu protječe potok Slatinný, pritoka rijeke Ohře. Na zapadu općine je rezervat prirode “Amerika” s brojnim ribnjacima u kojemu se nalazi i otok koji je važno mjesto za migraciju ptica selica. Na jugu se uzdiže Komorní hůrka, 503 m visok ugašeni vulkan i spomenik prirode u Češkoj.

## Povijest
Još od 14. stoljeća postoje izvješća o ljekovitoj moći izvora na ovom području, kao što je onaj znanstvenika i prirodoslovca, Georgiusa Agricole iz 16. st. U to je vrijeme izvorište u blizini Schlade još pripadalo sedam kilometara udaljenom gradu Egeru (Cheb), pa se stoga zvalo Egerwasser. Barem od prve četvrtine 17. stoljeća Egerwasser se isporučuje u glinenim bocama i bila je to prva ljekovita voda u Češkoj koja se naručivala poštom
Toplice su nastale 1793. godine zalaganjem cara Franje II. Nova ustanova je njemu u čast nazvana je Franzensbad, a jedan od najvažnijih ljekovitih izvora dobio je ime Franzensquelle.
Naselje oko toplica postalo je poznato lječilište i posjećivali su ga mnogi pripadnici europske aristokracije. God. 1827. Christoph Loimann († 1861.), prvi gradonačelnik grada Egera sagradio je prvo općenito dostupno kupalište za siromašnije stanovništvo s 30 kupaonica. Františkovy Lázně, nekadašnja kolonija koja je pripadala gradu Egeru, postala je neovisna općina općinskim zakonom iz 1849. godine. Većina izvora (svi su hladni) kaptirana je tijekom 19. stoljeća, a dvanaest od dvadeset poznatih izvora još uvijek se koristi za lječilište.
Ovo je bilo jedno od prvih mjesta u Europi gdje se prakticirala „blatna kupka” i razvio se u žensko lječilište. Tu je spisateljica Marie von Ebner-Eschenbach anonimno napisala svoje prvo književno djelo, satiru pisama „Iz Franzensbada, šest poslanica bez proroka”, koje je objavljeno u Beču 1858. god.
Franzensbad je imao bogatu židovsku zajednicu koja je 1884. god. dala sagraditi sinagogu u neobizantskom stilu s dva tornja i kupolama, te toplice za židove na donjem kraju glavne ulice, na parceli broj 166. Gustav Wiedermann bio je gradonačelnik Františkovy Lázně u relativno kratkom mandatu od 10 godina (1900.-1910.). Ipak, u tolikoj je mjeri utjecao na karakter grada da su ga već njegovi suvremenici prozvali „tvorcem modernih Františkovyh Lázně”. Istaknute gradske građevine, zeleni parkovi i brojna spomen obilježja nose njegov potpis, kao i najpoznatija gradska scenografija prostora oko Františkovog vrela s Društvenim domom i novom kolonadom.
Prvi svjetski rat okončao je turizam i Austro-Ugarsko Carstvo 1918. godine, a Franzensbad, preimenovan u Františkovy Lázně, je pripojen novostvorenoj Čehoslovačkoj Saint-germainskim ugovorom 1919. god. Inflacija valute koja je uslijedila 1923., te svjetska gospodarska kriza 1928. god. s masovnom nezaposlenošću, također su negativno utjecali na toplice i njihova slava počela je blijedjeti.
Godine 1938., Münchenskim sporazumom područje Sudeta, uključujući Františkovy Lázně, pripojeno je Nacističkoj Njemačkoj. Sinagogu su 10. studenog 1938. god. Nacisti zapalili i potom srušili, nakon čega su svi židovski stanovnici grada Franzensbada pobjegli ili nestali. 
Nakon Drugog svjetskog rata većina njemačkog govornog gradskog stanovništva je protjerana, a njihova imovina je prema unaprijed donesenima Benešovim dekretima konfiscirana. Toplice su ponovno počele s radom osnivanjem nacionalizirane tvrtke „Čehoslovačke državne toplice i izvori” (Československé státní lázně a zřídla) 1947. god. Lječilište od tada intenzivno radi na privlačenju domaćih gostiju i stranih turista s istoka. Poslije Baršunaste revolucije 1989. god. tvrtka Stock je započela obnovu toplica kao mjesta za strane turiste.

## Znamenitosti
Gradski krajolik Františkovy Lázně uvelike je oblikovan neoklasicističkim i Belle Époque zgradama habsburškog doba (od kojih je većina sačuvana u Schönbrunn žutoj i štukaturno bijeloj boji), kao i proširenim parkovima i vrtovima s brojnim izvorima i kupalištima.
Lječilište počinje u sjevernom dijelu gradskog parka kod „Stanislavovog izvora”, gdje se nalazi spomenik posvećen izumitelju esperantskog jezika, Lazaru Ludvigu Zamenhofu. Ostali povijesni lječilišni objekti Františkovy Lázně protežu se zapadno i jugoistočno od trga Náměsti Míru s monumentalnom fontanom iz 1962. godine, te glazbenim paviljonom i Novim kolonadama s trgovinama koje su zamijenile prethodnu zgradu iz 1912. godine. Ljekoviti izvori i kupališta Františkovy Lázně prostiru se u prostranom parku sa stoljetnim stablima. Na zapadu su kupalište Lázně, izgrađeno 1840., i paviljon Louisenquelle (1827.), nazvan po kćeri Franje II., Marie-Louise od Austrije, koji sadrži drugi najstariji izvor u Franzensbadu, otkriven 1806. god. Središte lječilišta je najstariji izvor u lječilištu, Franzensquelle, natkriven paviljonom s dorskim stupovima (1793.). Kaiserbad, nazvan 1864. god. po najistaknutijem posjetitelju lječilišta, austrougarskom caru Franji Josipu I., izgrađen je na inicijativu liječnika Paula Cartellierija. Na južnom rubu parka nalazi se osmatračnica iz 1906. godine u obliku umjetne ruševine dvorca Salingburg s koje se pruža pogled na lječilište. Na istočnom kraju parka nalazi se spomenik Johannu Wolfgangu von Goetheu, čestom gostu gradskih toplica, te Gradsko kazalište. 
Društveni dom (Společenský dům) je dominanta zgrada kompleksa toplica. Sagrađena je 1877. godine u neorenesansnom stilu kao mjesto održavanja kongresa, balova i drugih društvenih događanja, a u zgradi se nalazi i kasino.
„Kazalište Božene Němcove” sagrađeno je 1868. god. Zgrada „Novog kazališta” izgrađena je u neoklasicističkom stilu 1927.–1928., a interijeri su joj uređeni u stilu Art Deco.[15]
Grad ima dva muzeja: Gradski muzej i mali Muzej motocikala i automobila.
- Znamenitosti Františkovy Lázně
- Narodna fontana u središtu grada
- Kolonada kupki Plynové lázně
- Društveni dom (Společenský dům) i sfinga na šetnici Náměstí Míru
- Kaiserbad Josipa II.
- Kazalište Božene Němcove
- Glazbeni paviljon František Palacký
- Rezervat prirode i ribnjak Amerika (2021.)
- Ribnjak Miska červen (2022.)

## Zbratimljeni gradovi
- Bad Soden am Taunus  Njemačka
- Nižnji Tagil  Rusija

## Vanjske poveznice
|  | Zajednički poslužitelj ima još gradiva o temi Františkovy Lázně |